# Matt Moore (football américain)
 (janvier 2023).
Si vous disposez d'ouvrages ou d'articles de référence ou si vous connaissez des sites web de qualité traitant du thème abordé ici, merci de compléter l'article en donnant les références utiles à sa vérifiabilité et en les liant à la section « Notes et références ».
Pour les articles homonymes, voir Matt Moore et Moore.
(en) Statistiques sur pro-football-reference
Matthew Erickson Moore (né le 9 août 1984 à Van Nuys — un quartier de Los Angeles — en Californie) est un joueur américain de football américain. Il joue actuellement avec les Chiefs de Kansas City.

## Enfance
Moore commence très jeune à jouer au football américain. Il étudie à la William S. Hart High School de Newhall. En 2000, Matt évolue au poste de safety et est un des meilleurs joueurs de la conférence avec quatre-vingt tacles et dix interceptions. La saison suivante, il change de poste et devient le quarterback titulaire. Ce changement s'annonce payant car l'équipe gagne tous ses matchs de la saison 2001 notamment 42-13 contre le lycée de Valencia lors du match de championnat de la division III dans la section sud de la conference SIF. Lors de ce match, Moore réussit quatorze passes sur dix-huit tentées et envoie quatre passes pour touchdown. Il marque un touchdown personnel sur une course. Lors de la saison 2001, il réussit 234 yards sur 353 (66,3 % de réussite) pour 3334 yards et trente-trois passes pour touchdown et marque aussi sept touchdowns sur des courses. Il est nommé joueur offensif de l'année pour la division III de la section sud de la conference SIF. Il joue le North-South Shrine All-State game.
Il est reconnu comme un des meilleurs quarterbacks lycéen dans tout le pays. Il est classé huitième par le site de classification Scout.com et onzième par Rivals.com. Le magazine SuperPrep le classe huitième au classement national et le nomme joueur offensif de l'année du Far West. Il est nommé dans l'équipe All-America et Max Emfinger le nomme comme une recrue quatre étoiles et le classe dix-septième au classement des quarterback du pays. Il reçoit de nombreux honneurs, d'ordres régionaux.
Moore joue aussi au baseball, jouant troisième base sous les ordres de l’entraîneur Jim Ozella.

## Carrière

### Université

#### Saison 2002
Moore commence sa carrière universitaire en jouant pour l'équipe des UCLA Bruins. Même s'il est redshirt (phase d'entrainement, bien souvent saison vierge) mais joue son premier match après les blessures des deux quarterbacks Cory Paus et Drew Olson. Il apparait dans six matchs. Il devient le premier true freshman (étudiant de deuxième année) à remporter un match sur sa première titularisation pour les Bruins. Lors de la rivalité contre les Trojans de Californie du Sud, il réussit sept passes sur onze et une passe pour touchdown. Pour la saison, il trouve les receveurs à trente-trois reprises sur soixante-deux tentatives pour 412 yards ainsi que deux passes pour touchdowns pour aucune interception.

#### Saison 2003
Il est ensuite titulaire à quatre reprises sur les huit matchs qu'il joue dans la saison. Il réussit cinquante-deux passes sur 103 pour 555 yards mais se fait intercepter six passes malgré ses deux passes pour touchdowns. C'est lui qui est titulaire lors du match d'ouverture contre l'université du Colorado mais se blesse à la jambe, ce qui l'envoie en dehors des terrains pendant trois semaines. Il revient difficilement à la compétition en faisant huit passes en trois matchs. Il est mis remplaçant de Olson mais ses passes parcourt 190 yards lors du Rose Bowl contre Arizona State ainsi qu'une passe pour touchdown dans une victoire 20-13. Il est titularisé lors des deux matchs suivants contre Stanford et Washington State.

#### Saison 2004
Moore ne joue aucun match en 2004 après son transfert au College of the Canyons de Santa Clarita. N'ayant pas joué au baseball depuis le lycée, il est sélectionné au vingt-deuxième tour de la Major League Baseball par les Angels de Los Angeles après avoir joué quelques matchs en ligue semi-professionnel. Il est invité à venir s’entraîner avec l'équipe.

#### Saison 2005
Ayant reçu une proposition de l'université d'État du Colorado, il décide néanmoins de s'engager avec l'université d'État de l'Oregon en janvier 2005 et participa au camp d'entraînement d'automne. L’entraîneur Mike Riley le nomme quarterback titulaire pour la saison 2005. Il fait une bonne saison, parcourant 2711 yards à la passe, le neuvième meilleur score de l'université. Il obtient un 59,4 % de réussite à la passe. Néanmoins, Moore se blesse au genou lors du second quart-temps du dixième match contre Stanford et rate le reste de la saison. Il se classe second au classement de la Pac-10 avec 271,1 yards à la passe par match en moyenne, derrière les 293,5 yards par match de Matt Leinart des Trojans de Californie du Sud. Pour son premier match, Moore parcourt 367 yards contre Portland State, le meilleur score d'un quarterback des Beavers pour son premier match comme titulaire. Contre l'Arizona, ses passes permettent de parcourir 436 yards contre l'Arizona, 317 contre Louisville, 311 contre Arizona State.

#### Saison 2006
Moore commence tous les matchs de la saison pour Oregon State. Après un départ poussif avec deux victoires et trois défaites, Moore et l’entraîneur Mike Riley deviennent les cibles des critiques de la part des supporters. Les Beavers rebondissent en gagnant huit de leurs neuf matchs suivants. Pour cette saison, Moore réussit 229 passes sur 378 pour 3022 yards, dix-huit passes pour touchdowns et sept interceptions. Il bat le record du plus grand nombre de passe tentée sans interception avec 183, série qui prend fin au Sun Bowl. Il est nommé MVP du match après avoir parcouru 356 yards à la passe, envoyé quatre passes pour touchdown et fit une course pour un touchdown.

### Professionnel

#### Cowboys de Dallas
Matt Moore n'est sélectionné par aucune équipe lors du draft de la NFL de 2007. Il signe comme agent libre avec les Cowboys de Dallas. Lors de la pré-saison, Moore fait du bon travail en réussissant vingt-et-une passe sur vingt-neuf tentées pour 182 yards, une passe pour touchdown et aucune interception. Malgré ces bons chiffres, il n'est pas gardé dans l'effectif des Cowboys et libéré le 1er septembre. Il signe peu de temps avec l'équipe d'entrainement mais il n'est pas gardé longtemps.

#### Panthers de la Caroline

##### Saison 2007: De bons débuts
Il signe ensuite avec les Panthers de la Caroline. Lors du cinquième match de la saison 2007 contre les Saints de La Nouvelle-Orléans, David Carr sort du terrain du terrain après une blessure subit sur un sack lors du premier quart. Moore entre en jeu car le quarterback Jake Delhomme a déclaré forfait avant le match. Sa première passe réussit est pour Keary Colbert, passe permettant d'avancer de quarante-trois yards. Moore joue quelques minutes car Carr retourne sur la pelouse avant la fin de la première mi-temps.
L'entraineur John Fox décide de titulariser Moore, non satisfait des performances de Carr et Vinny Testaverde, permettant à Moore de jouer son premier match comme titulaire en NFL contre les Seahawks de Seattle le 16 décembre 2007. Moore fait impression en trouvant ses receveurs à dix-neuf reprises sur vingt-sept pour 208 yards malgré une interception. La semaine suivante, les Panthers s'inclinent contre l'ancienne équipe de Moore les Cowboys de Dallas; Moore réussit quinze passes sur vingt-huit pour 182 yards, une passe pour touchdown et une passe interceptée. Contre les Buccaneers de Tampa Bay, il réussit quinze passes sur vingt-quatre pour 174 yards, deux passes pour touchdowns ainsi qu'une interceptée, permettant à Moore de remporter le titre de rookie offensif du mois de décembre 2007.

##### Saison 2008: Infirmerie
Lors du dernier match de la pré-saison 2008, Moore se fracture le péroné et déclare forfait pour la saison 2008. Il ne joue aucun match.

##### Saison 2009: Retour gagnant
Lors du match d'ouverture de la saison 2009, le quarterback Josh McCown se blesse contre les Eagles de Philadelphie. Moore, revenant après sa grave blessure, envoie six passes sur onze pour soixante-trois yards, un passe pour touchdown et une interception. Contre les Jets de New York au douzième match, Delhomme se casse un doigt; Moore est appelé à entamer le match de la semaine suivante contre les Buccaneers de Tampa Bay. Il réussit quatorze passes sur vingt tentées pour 161 yards et une passe intercepté mais la Caroline s'impose 16-6. La semaine suivante, Moore réussit la moitié de ses passes et les Panthers s'inclinent contre les Patriots de la Nouvelle-Angleterre 20-10. Le 20 décembre, Moore réalise un des meilleurs matchs de sa carrière, contre les Vikings du Minnesota il réussit vingt-et-une passe sur trente-trois pour 299 yards, trois passes pour touchdown et aucune interception. Lors de ce match, il envoie neuf ballons à Steve Smith pour 157 yards et un touchdown.
Contre les Giants de New York, Moore réussit une nouvelle fois un bon match avec quinze passes transmises sur vingt tentées pour 171 yards, trois passes pour touchdown et aucune interception dans une victoire 41-9. Cette défaite prive les Giants de play-offs lors du dernier match au Giants Stadium. Le journaliste Tony Dungy déclare qu'il voyait en Moore un potentiel pro-bowler. Moore commence le dernier match de la saison le 3 janvier 2010 dans un match que les Panthers gagnent 23-10 contre les Saints de La Nouvelle-Orléans. Le quarterback réalise quatorze passes réussis sur vingt-trois pour 162 yards et une passe pour touchdown. Les Panthers terminent la saison avec un score de 8-8 mais de 4-1 si Moore a commencé le match. Les dirigeants des Panthers décident de libérer Jake Delhomme après les performances de Moore en cette fin de saison.

##### Saison 2010: Concurrence et blessures
Moore est déclaré comme le quarterback numéro un après le départ de Delhomme. Matt est tout de suite mis en compétition avec Jimmy Clausen, premier choix des Panthers lors du draft de 2010. Lors de premier match de la saison, Moore subit une commotion contre les Giants de New York, permettant à Clausen de faire ses débuts. Le 20 septembre 2010, Matt est relégué au poste de remplaçant, Clausen prend sa place et réussit quatre passes pour touchdown dans les deux matchs qui suivent.
Après trois matchs sans jouer, Moore récupère son titre de titulaire le 18 octobre 2010 après les mauvaises performances de Clausen. Pour son match de retour, il réussit vingt-huit passes sur quarante-et-une pour 308 yards, deux passes pour touchdown et une interception contre les 49ers de San Francisco. Lors du neuvième match de la saison contre les Saints de La Nouvelle-Orléans, Moore se blesse après un tacle de Sedrick Ellis. Il est placé sur la liste des blessés et ne joue plus jusqu'à la fin de la saison. Clausen remplace Moore mais les Panthers finissent dernier au classement NFL avec un score de 2-14. Clausen finit la saison avec trois passes pour touchdown mais neuf interceptions.
Après cette saison, Moore voit son poste menacé après l'arrivée de Cameron Newton, premier choix du draft de 2011. De plus, Moore est placé comme unrestricted free agent donc qu'il est transférable sans problème. Le 1er juin 2011, le site KFFL.com informe que les Dolphins de Miami serait intéressé pour recruter le quarterback.

#### Dolphins de Miami
Le 28 juillet 2011, Miami annonce la signature de Matt Moore avec la franchise des Dolphins. Il se voit attribuer le numéro huit.

## Palmarès
- MVP du Rose Bowl 2006
- Rookie offensif du mois de décembre 2007 pour la NFL